# Крестовоздвиженская церковь (Московский Кремль)
Це́рковь Воздви́жения Креста́ Госпо́дня в Моско́вском Кремле́ (Распя́тская церковь) — недействующая придельная домовая церковь при разрушенном Вознесенском соборе, храм во имя Воздвижения Креста Господня Теремного дворца Московского Кремля. См. Домовые церкви Теремного дворца.
В царском богомолье соборная церковь Воскресения Христова, вместе с придельною Распятской церковью, занимала ведущее место среди дворцовых церквей конца XVII века. Царь Фёдор Алексеевич, покои которого находились возле Воскресенской церкви, ходил запросто молиться в данную церковь. Здесь он венчался вторым браком с царицей Марфой Матвеевной Апраксиной. Царь Иван V Алексеевич молился в ней постоянно, а Пётр I Алексеевич — редко.

## История
Церковь построена царём Фёдором Алексеевичем в 1681 году над северным приделом Верхоспасского собора. Работы по постройке начались 10 мая 1681 года, когда было велено сделать для церкви Воздвижения честна креста, что у него великого государя вверху, а также Верхоспасского собора и Евдокиевской церкви, своды и гымзы (карнизы) и всё, что доведётся сделать против образца Ипполита Старца. В 1682 году работы были окончены, причём оказалось, что подмастерье Осип Старцев, проводивший работу в церкви, сверх уговора, сделал под главу шеи и каменного фрагмента с ростеками, для чего разбирал элементы церкви и на Спасской церкви под главы три шеи пределал. По мнению Ивана Снегирёва, устроена из молельни царя Алексея Михайловича. Это объясняет её небольшие размеры — длина около 7 м, ширина 4 м. Церковь имеет сомкнутый свод, пол выложен плитами чёрного и белого мрамора.
Во время стрелецкого бунта 1682 года в алтаре церкви Воскресения Христова скрывался от мятежников брат царицы Натальи Кирилловны Афанасий Кириллович Нарышкин, но по указанию царицына карлы Хомяка был обнаружен восставшими стрельцами и зарублен перед самыми дверями храма, а части его тела брошены на Красную площадь.
Проход в церковь изначально осуществлялся по каменной винтовой лестнице, в настоящее время в неё можно пройти только через хоры церкви Воскресения Словущего. Из алтаря церкви имеется проход на кровлю Грановитой палаты. Крестовоздиженской церкви принадлежит центральная из глав теремных церквей.
После Октябрьской революции церковь была закрыта. Крестовоздвиженская церковь, как и остальные теремные церкви, в составе Большого Кремлёвского дворца является частью Резиденции Президента России. Богослужения в церкви не совершаются.

## Архитектура
Главы церкви были покрыты позолоченными листами, с цепями у крестов, а над алтарём была медную железная, а в иных местах крытая жестью кровля.
Длина алтаря с церковью 4 сажени без четверти, поперёк 4 сажени без пол аршина, в ней было 2 окна, вышиною по 2 аршина, шириною по 1,5 аршина. Около церкви находился каменный чулан, крытый жестью, длиною 5 аршин, поперёк пол-3 аршина, где находилась печь зелёная. Перед церковью была сделана крытая каменная площадка аршинными лещадью, длиною 5 сажень и 5 четвертей, поперёк 2 сажени.
Возле церкви находилась тёплая палатка с двумя дверями. В ней была муравленая печь, заменявшая собой трапезную, украшенная живописным письмом и покрытая деревянною кровлею.

## Внутреннее убранство
Убранство церкви менее всего подверглось переделкам и не пострадало ни в одном из кремлёвских пожаров.
Церковь имеет барочный оттенок, что объясняется участием в работе над ней западных мастеров, работавших в Кремле. Деревянные двери храма созданы в XVI веке и перенесены из церкви в Троицком-Голенищеве.
В храме установлен четырёхъярусный медный чеканный иконостас, созданный по чертежу Карпа Золотарёва, взявшего за это 300 рублей. В деревянных столбцах иконостаса были сделаны медные главки и чеканные дощечки и подорожники в количестве 78 меньших и средних гладких и посеребряных сусальным серебром, причём 90 травок медных чеканных, были позолочены, а по деревянным столбам было обвито 20 обручников вызолоченных, отливных медных. На позолоту иконостаса, по смете серебряных дел мастера Данилы Кузьмина с товарищами, требовалось 90 медных чеканных травок для обивки столбов — 153 золотых, в киотах — 450 золотых, а всего потрачено 846 золотых. Иконостас был отреставрирован в 1781 году без внесения каких-либо изменений.
Местные иконы за слюдой были: по правую сторону царских ворот — образ Спасителя, а по левую — Пресвятой Богородицы в сребровызолоченным венце. У главного клироса — образ Еммануила, в серебряном венце и короне, а у левого — образ Пресвятой Богородицы с предвенчанным Младенцем. Были ещё образа Распятие Господне. Крест, сделанный из трёх пород дерева — кедра, певга и кипариса, из коих, по преданию был составлен подлинный крест, он в настоящую меру с крестом, каковой, по описанию, был приобретён царицею Еленою в Иерусалиме. Рельефное изображение креста, вырезанное из указанных пород деревьев, длиною 2 аршина 6,1/4 вершков, с над писанием на верху на трёх языках. Этот образ был сделан в 1687 году, когда было велено изготовить в Распятскую церковь киот и сделать крест с надписью. За столом также находился образ Распятие Господне с предстоящими Пресвятой Богородицей и Иоанном Богословым в сребровызолоченных венцах.
Иконы для иконостаса выполнил в «тафтяной» технике царский изограф Василий Познанский. Они выполнены в сочетании живописи на атласном шёлке (лики, кисти рук) и аппликации из текстиля и золочёной бумаги (остальные детали изображения). В качестве образцов изограф использовал фламандские гравюры. По преданию, иконы расшили мелким жемчугом русские царевны.
По эскизам Карпа Золотарёва также выполнены слюдяные киоты, в которых помещены написанные Иваном Салтановым и Иваном Безминым иконы со сценами Страшного суда и Страстей Господних. В алтаре церкви находилась написанная на холсте Богданом Салтановым икона «Поклонение Кресту» с изображением императора Константина, царицы Елены, царя Алексея Михайловича, царицы Марии Ильиничны и патриарха Никона.
В церкви находится распятие, сделанное в меру Креста Господня. Его создал в 1687 году резчик Новоспасского монастыря старец Ипполит. От него церковь получила своё второе обиходное название — Распятская.
Что касается церковной утвари храма, то благочестивый царь Фёдор Алексеевич сделал в неё вклад, так же как и в Евдокиевскую и Рождественскую церкви и на Голгофу — кресты и серебряные чаши. В апреле 1681 года сделал в церковь пожаловал кресты и серебряную церковную утварь.
Пожар 1737 года не коснулся Распятской церкви, повредив только крышу над алтарём Воскресенского собора.

## Галерея

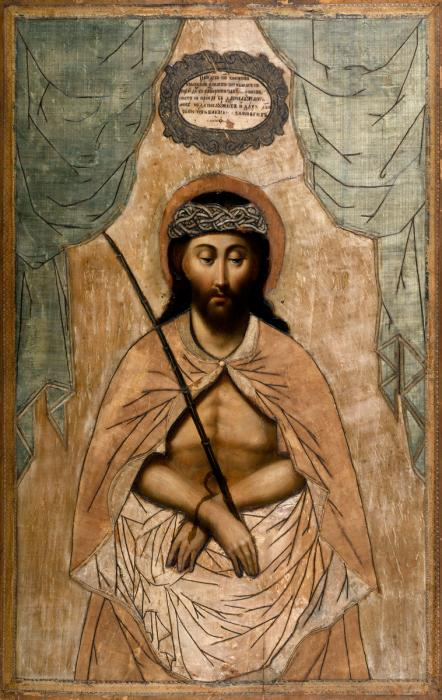
Василий Познанский, «Спаситель в терновом венце»
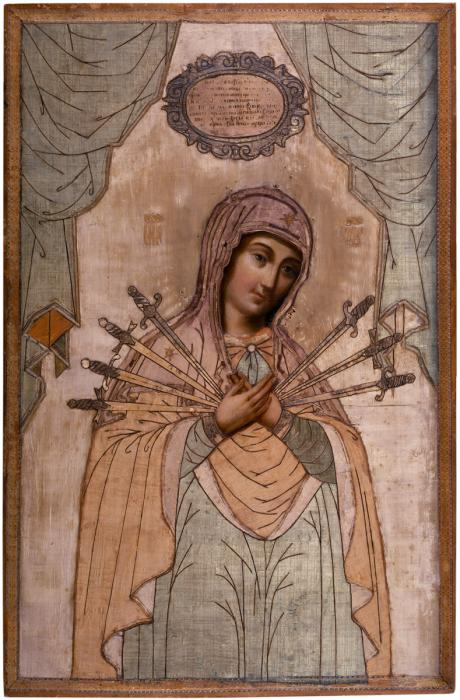
Василий Познанский, «Богоматерь „Умягчение злых сердец“»
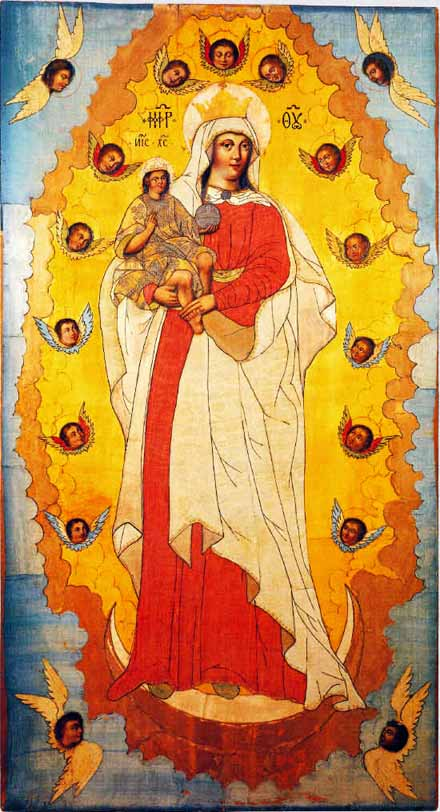
Василий Познанский, «Богоматерь „Благодатное Небо“»